# Fiołek trójbarwny
Fiołek trójbarwny (Viola tricolor L.) – gatunek rośliny z rodziny fiołkowatych (Violaceae). Nazwa ludowa: bratek polny. Występuje jako gatunek rodzimy w Europie i Azji (Zachodnia Syberia, Turcja, Iran). Jako gatunek introdukowany występuje na obu kontynentach amerykańskich, w południowej Afryce, w południowej i wschodniej Azji. W Polsce pospolity niemal w całym kraju, rzadki na północnym wschodzie.

## Morfologia
ŁodygaPojedyncza lub gałęzista, leżąca, podnosząca się lub wzniesiona, czterokanciasta, delikatnie owłosiona. Wysokość: 10–30 cm.
LiścieDolne sercowate, górne lancetowate lub eliptyczne. Wszystkie mają karbowane brzegi.
KwiatyPojedyncze, obupłciowe, wyrastają w kątach liści na długich szypułkach. Korona znacznie dłuższa od kielicha, płatki górne fioletowe, boczne i dolne żółte. Ostroga zielonawo-fioletowa. Kielich złożony z 5 lancetowatych działek z przedłużeniami poniżej nasady. Gatunek bardzo zmienny w ubarwieniu kwiatów, rozróżnia się szereg odmian botanicznych.
OwoceTrójklapowa torebka z drobnymi, brunatnożółtymi nasionami zawierającymi elajosom.
Gatunki podobnePozostałe dwa krajowe, występujące na niżu gatunki fiołków o bocznych płatkach częściowo nachodzących na płatki górne oraz żółtych elementach korony – fiołek polny oraz fiołek Kitaibela.

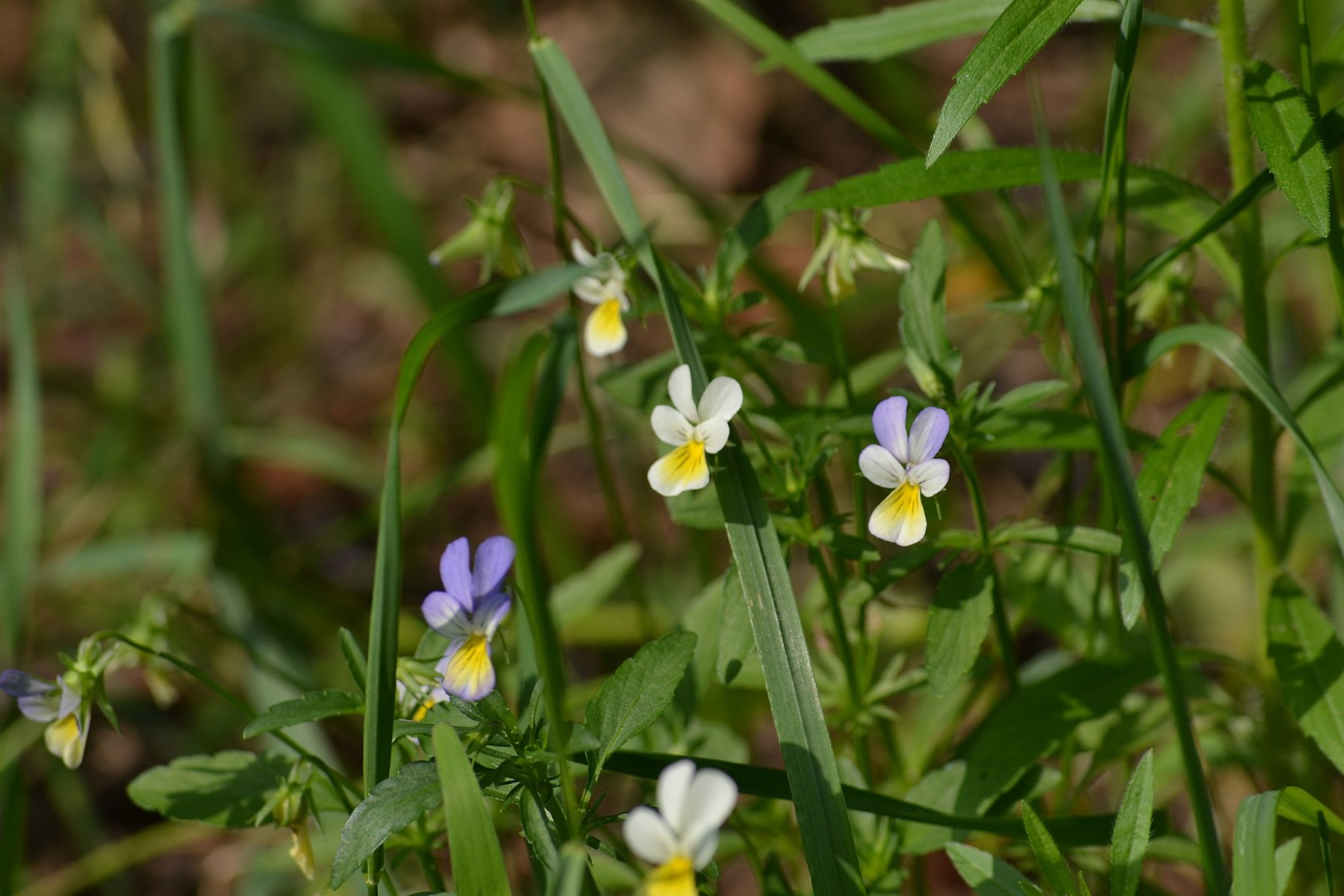
Pokrój
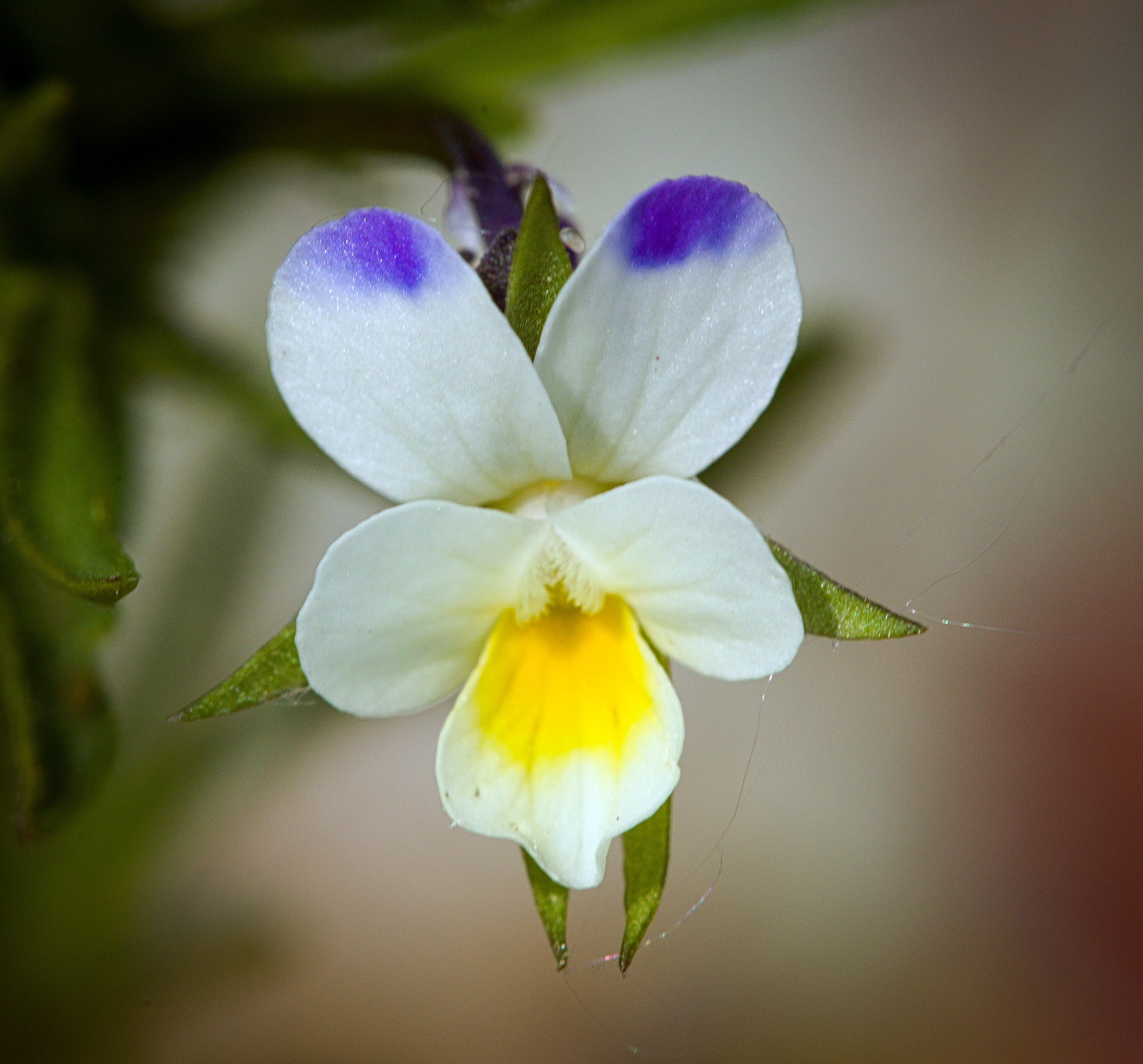
Kwiat
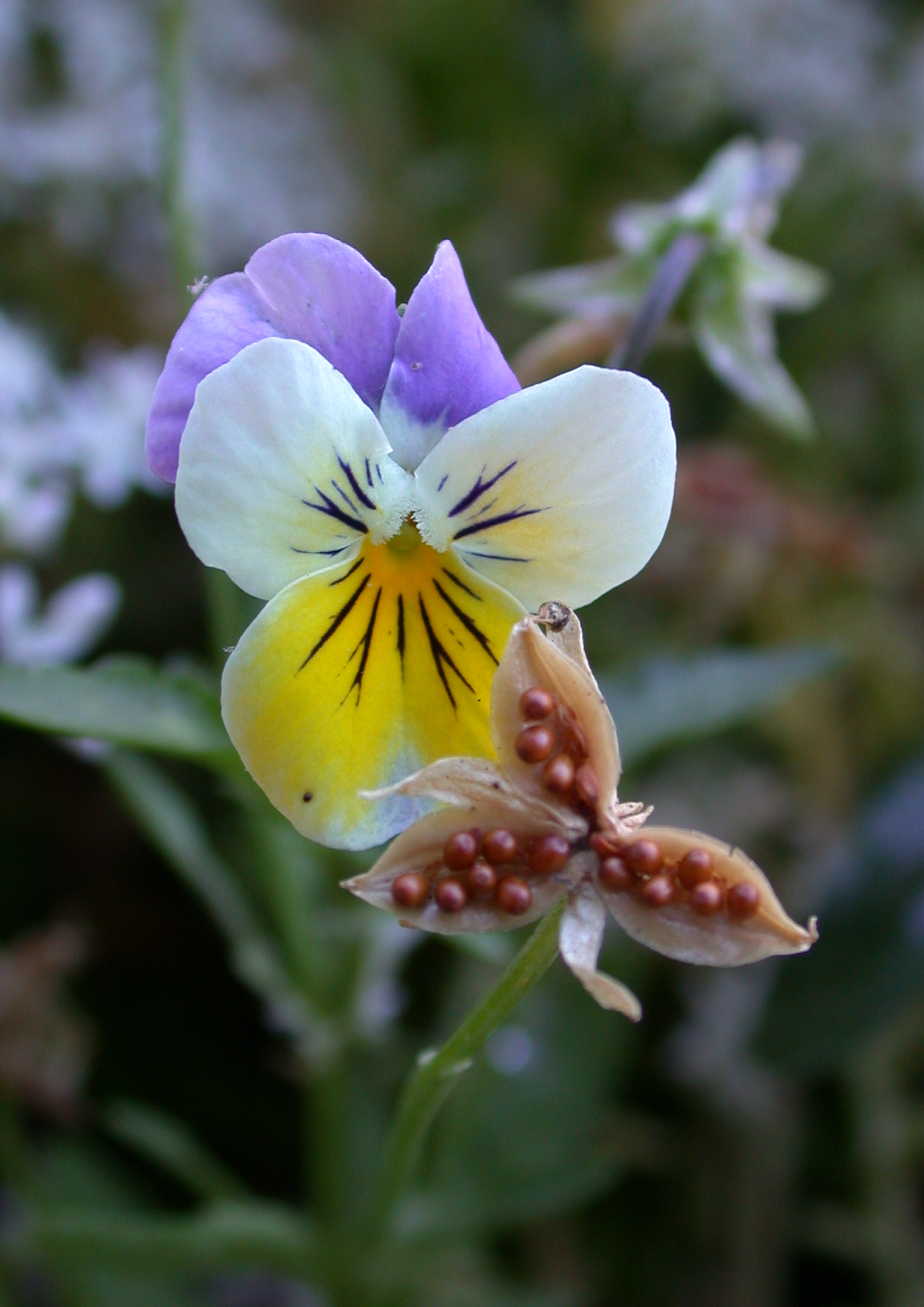
Kwiat i owoc

## Biologia i ekologia
Roślina jednoroczna (jara i ozima), czasem dwuletnia, owadopylna (zapylaczami są głównie pszczoły), kwitnie od kwietnia do października. Nasiona rozsiewane są autochorycznie i endochorycznie przez zwierzęta, także przez mrówki (myrmekochoria). 
Siedlisko: pola, przydroża, łąki, wzgórza, ogrody (chwast). Preferuje stanowiska suche o glebach piaszczystych, często ubogich. Gatunek kwasolubny, roślina wskaźnikowa gleb kwaśnych.

## Zmienność
- Występuje w kilku podgatunkach[9]:
  - V. tricolor subsp. curtisii (E. Forster) Syme. = V. tricolor var. maritima Schweigg. Łodyga dość gruba, o wysokości 3–15 cm i rozgałęziająca się zaraz nad ziemią. Mięsiste liście o wąskich łatkach. Przeważnie fioletowa korona kwiatów o długości 10–15 mm. Rośnie na piaskach, występuje głównie nad morzem. W klasyfikacji zbiorowisk roślinnych gatunek charakterystyczny dla All. Koelerion albescentis, Ass. Helichryso-Jasionetum[12]
  - V. tricolor subsp. tricolor. Cienka i wzniesiona łodyga o wysokości 15-25 (40) cm, rozgałęziająca się wyżej nad ziemią. Korona kwiatów różnobarwna o długości 15–25 mm. Rośnie na murawach, przydrożach i obrzeżach lasów.
  - Viola tricolor subsp. subalpina Gaudin. W niektórych ujęciach taksonomicznych traktowany jako odrębny gatunek – fiołek trwały (Viola saxatilis)[5].
- Ze skrzyżowania V. tricolor, V. lutea (fiołek żółty) i V. altaica otrzymano popularne, dwuletnie bratki – fiołek ogrodowy (Viola ×vittrockiana Gams. ex Kappert).

## Zastosowanie
- Roślina lecznicza:
  - Surowiec zielarski: cała roślina (Herba Violae tricoloris). Zawiera wiolutozyd, saponiny triterpenowe, śluz, alkaloid wiolinę (w korzeniach), fenolokwasy (kawowy, protokatechowy, gentozynowy, waniliowy i in.), rutynę
  - Działanie: reguluje przemianę materii, działa moczopędnie, zmniejsza łamliwość naczyń krwionośnych. Stosuje się go w zapaleniach pęcherza moczowego, kamicy moczowej, uszkodzeniu nerek przez substancje toksyczne (również przez uboczne działanie antybiotyków), w chorobie gośćcowej, trądziku młodzieńczym, wykwitach skórnych, tak zwanych wysypkach uczuleniowych, nadciśnieniu tętniczym i chorobach siatkówki oka.
  - Zbiór i suszenie: Ziele ścina się latem, suszy rozłożone jedną warstwą w miejscu ciepłym, ale nie na słońcu.
- Roślina ozdobna, uprawiana zwykle jako dwuletnia. Oprócz typowej formy w uprawie istnieją kultywary, m.in. ’Bowles Black’ posiadający jedne z najciemniejszych (niemal czarne) kwiaty wśród wszystkich roślin[13].

Przeciwwskazania: W wielopłytkowości (trombocytosis), zakrzepicy pourazowej (thrombosis posttraumatica) oraz zaawansowanej miażdżycy w wieku starszym wskazana jest ostrożność ze względu na przedłużanie przez rutynę działania adrenaliny na naczynia i możliwość niebezpieczeństwa agregacji trombocytów.

## Filatelistyka
Poczta Polska wydała 5 września 1967 r. znaczek pocztowy przedstawiający fiołek trójbarwny o nominale 90 gr, w serii Kwiaty polne. Autorem projektu znaczka był Tadeusz Michaluk. Znaczek pozostawał w obiegu do 31 grudnia 1994 r. Fiołek trójbarwny pojawił się też na pierwszym znaczku tej serii o nominale 20 gr, w bukiecie kwiatów polnych.